# قلي غير عميق

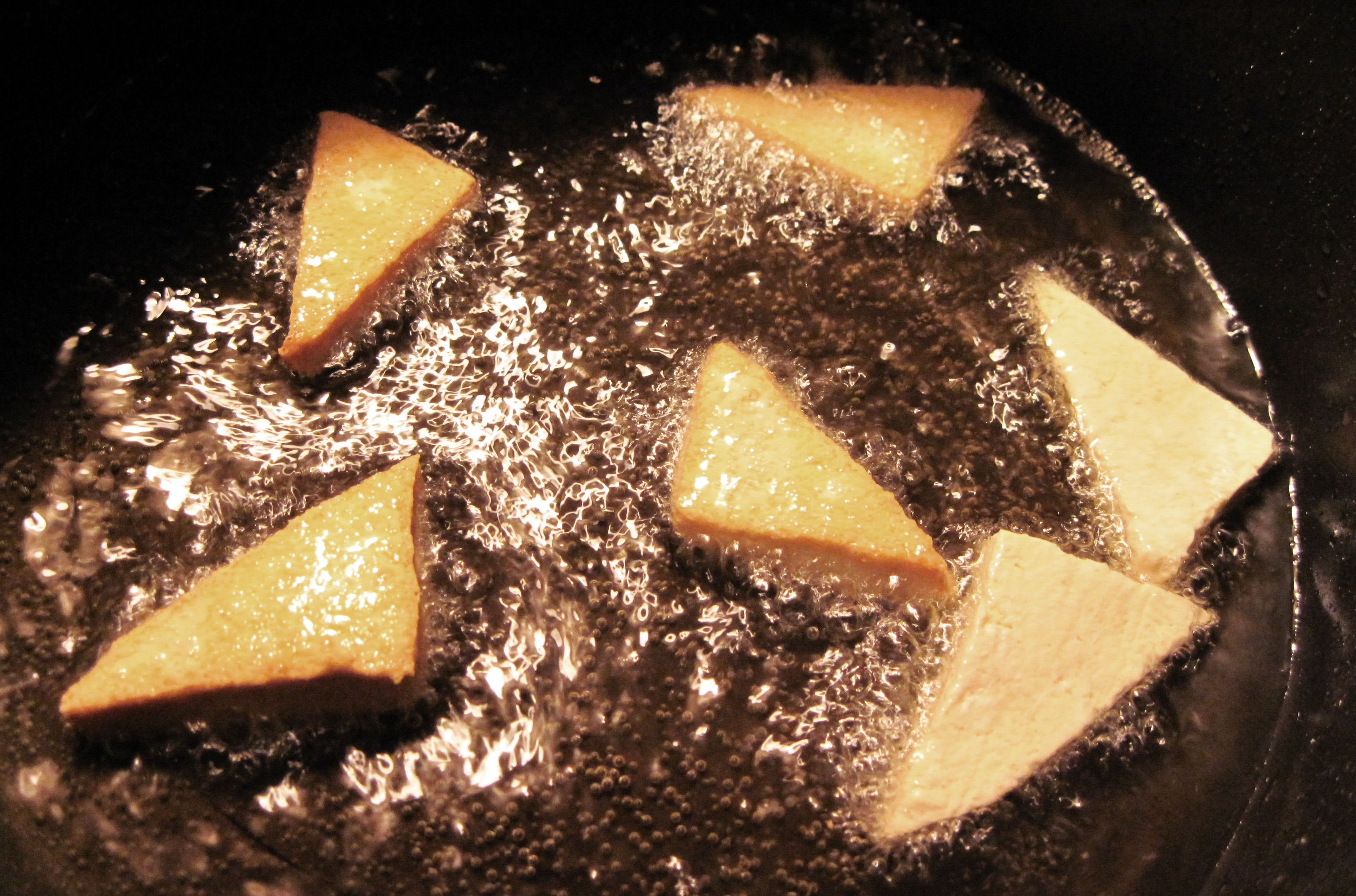

قلي غير عميق أو القلي السطحي هو طريقة طهي تعتمد على الزيت الساخن، حيث تُطهى قطع الطعام بغمر جزئي في الزيت. يُستخدم عادةً لطهي قطع فردية من اللحم أو السمك أو البطاطس أو الأقراص مثل الفطائرالمقلية، ويمكن استخدامه أيضًا لطهي الخضروات.
القلي السطحي يختلف عن القلي العميق، إذ يُستخدم في القلي العميق مقدار من الزيت يكفي لغمر الطعام بالكامل أثناء الطهي، كما يختلف عن القلي في المقلاة (pan frying)، الذي لا يُستخدم فيه سوى كمية ضئيلة جدًا من الزيت لا تكاد تُذكر.

## التقنية
إن القلي السطحي يتم عند حرارة متوسطة إلى عالية. وتتراوح درجات الحرارة النموذجية بين 160 إلى 190 درجة مئوية (320–374 °F)، لكن يمكن تنفيذ القلي السطحي أحيانًا عند درجات حرارة منخفضة تصل إلى 150 درجة مئوية (302 °F) لفترة أطول من الزمن.
تُسهم الحرارة العالية في تفكيك البروتينات وتحميرها، وفي بعض الحالات تُحفّز حدوث تفاعل ميلارد (Maillard reaction)، وهو تفاعل كيميائي يُنتج نكهات ولونًا بنيًا غنيًا في الأطعمة.
وعلى عكس ذلك، عادةً ما يتم القلي العميق في درجات حرارة تتراوح بين 177 إلى 205 درجة مئوية (351–401 °F)، لذا يُعتبر القلي السطحي في كثير من الأحيان تقنية طهي أقل حدّة أو شدة من القلي العميق.
يُقسّم الطعام المراد قليه سطحيًا عادةً إلى حصص فردية قبل وضعه في الزيت. ونظرًا لأن الطعام لا يُغمَر بالكامل، يجب تقليبه أثناء الطهي لضمان نضجه من الجانبين. ويُنصح بعض الطهاة ببدء الطهي من الجانب المخصّص للتقديم، حتى يحتفظ بمظهر جميل عند التقديم.